# Miro Sassolini
Miro Sassolini (Figline Valdarno, 30 aprile 1963) è un cantante e artista italiano.

## Biografia
Si dedica inizialmente alla pittura, studiando da adolescente con Lorenzo Bonechi, per poi passare alla Transavanguardia di Achille Bonito Oliva
Dopo questa parentesi, per gran parte degli anni ottanta si dedica alla musica e nel 1983 diventa cantante dei Diaframma. Lascia il gruppo nel novembre del 1989 dopo aver inciso gli album Siberia nel 1984, Tre volte lacrime nel 1986 e Boxe nel 1988.
Negli anni novanta si dedica a varie attività artistiche, collaborando come scenografo, cantante e musicista con il Teatro-Museo Pecci di Prato dal 1994 al 1996; in quel periodo diventa redattore del Giornale dei poeti di Roma e responsabile della rivista presso la Fiera del libro di Torino, dal 1996 al 1999.
Nel 1991 fonda il progetto Van der Bosch. Insieme a Fabio Provazza, Leandro Braccini e Raffaello Ferrini, incide brani che verranno inclusi nel disco Sassolini sul fondo del fiume; con Gianni Salaorni e Sandro Raimondi realizza il  progetto Abel de la rue.
Fra il 1999 e il 2008 si dedica esclusivamente alle arti figurative ed espone le proprie opere in Italia e all'estero.
Nel 2008 realizza, col gruppo (P)neumatica, l'EP Le cose cambiano.
Dopo un periodo di sperimentazione, nel 2012 è uscito, sotto il nome di Miro Sassolini S.M.S., l'album Da qui a domani (Black Fading Records).
Nel 2017 ha pubblicato il suo secondo album da solista, Del mare la distanza (Contempo Records, Edizioni Materiali Musicali).
Sempre nel 2017 è uscito il disco L'essenza dell'io, concept sperimentale di canto di poesia allegato al libro L'irripetibile cercare di Monica Matticoli (Oèdipus Edizioni) e realizzato con il contributo del musicista Marco Olivotto.
Nel 2018 ha realizzato, in occasione dell'Estate Fiorentina, lo spettacolo Verso l'inquieto mare notturno: Miro Sassolini canta Dino Campana insieme a Monica Matticoli e al cantautore Carmine Torchia.
Nel 2019 partecipa all’album Buona visione di Davide Matrisciano, nel brano Uno scimmione sotto la pelle.
Nel 2021 ha realizzato, insieme a Paolo Benvegnù e a Monica Matticoli, lo spettacolo La nebbia sale dalla terra tratto dal romanzo omonimo di Antonella Presutti (Emersioni 2020).
Nel 2021 ha partecipato con Monica Matticoli allo spettacolo Interpretare Zanzotto: Gli sguardi i fatti e senhal (direzione artistica di Lello Voce e consulenza letteraria di Stefano Dal Bianco) in occasione delle celebrazioni nazionali per il centenario della nascita del poeta Andrea Zanzotto.

## Discografia con i Diaframma

### Album
- 1984 - Siberia
- 1986 - 3 Volte Lacrime
- 1988 - Boxe
- 2002 - Sassolini sul fondo del fiume
- 2003 - Electroboxe - The IRA Tapes

### Discografia con i (P)neumatica

#### Album
- 2008 - Le cose cambiano

### Discografia con il Progetto Miro Sassolini S.M.S.

#### Album
- 2012 - Da qui a domani

### Discografia solista

#### Album
- 2017 - Del mare la distanza
- 2017 - L'essenza dell'io

#### Singoli/EP
- 2020  - Dedicata (solo sulle piattaforme digitali)

#### Video sperimentazioni
- 2011 - Tu corri nella luce | in questo giorno nuovo
- 2011 - Con il perfetto sguardo dell'addio_verso
- 2011 - Con il perfetto sguardo dell'addio_recto
- 2011 - Rumore bianco
- 2016 - L'attesa del canto